# Verwijdering van confederale monumenten in de Verenigde Staten

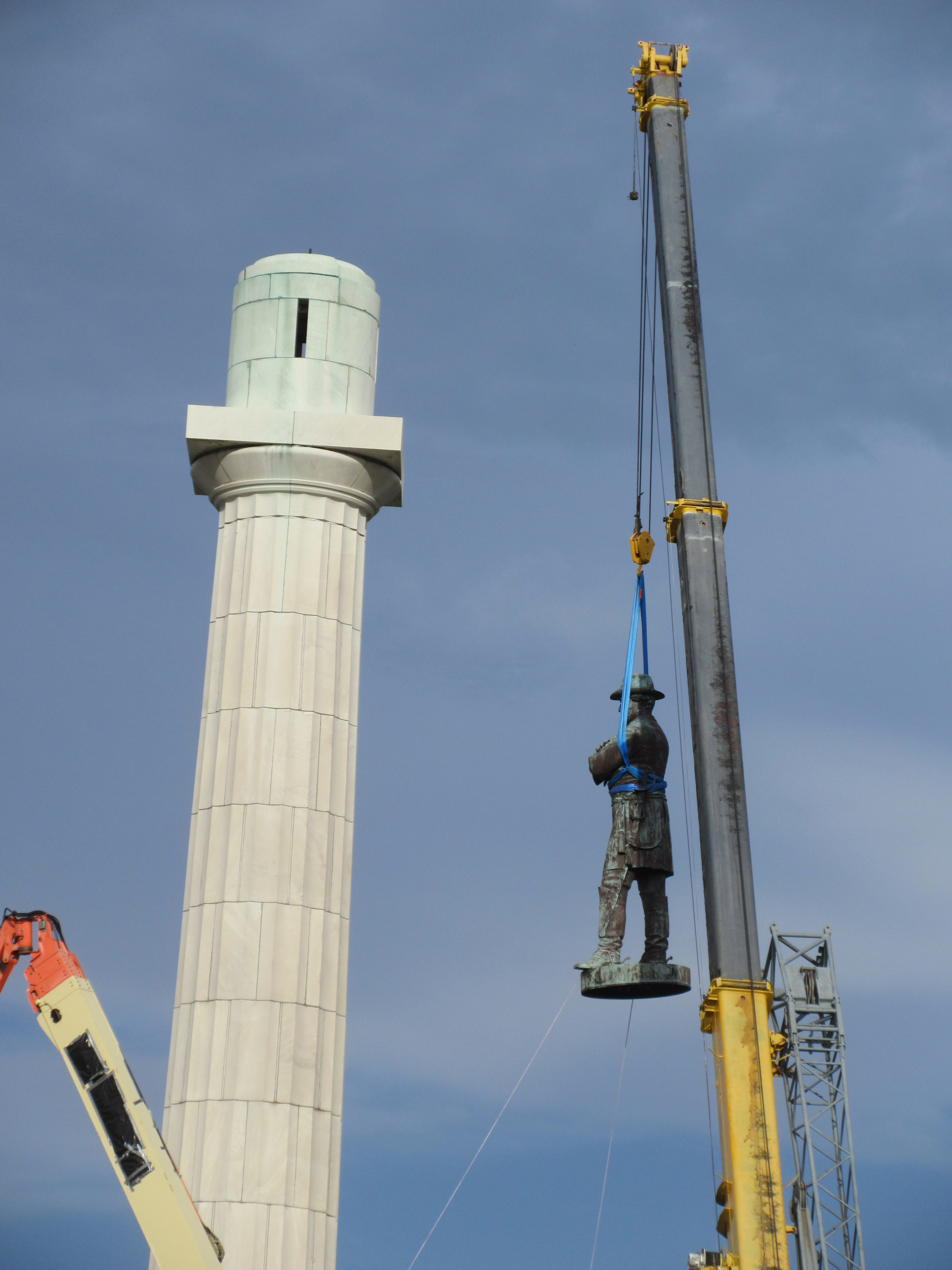
Verwijdering van het Robert E. Lee monument in New Orleans

De verwijdering van confederale monumenten in de Verenigde Staten is ingezet na de schietpartij door Dylan Roof in de Emanuel African Methodist Episcopal Kerk, een Afro-Amerikaanse kerkgemeenschap in Charleston in juni 2015. Verschillende gemeentes in de Verenigde Staten besloten monumenten ter ere van oorlogshelden van de Confederatie, die streden voor het behoud van de slavernij, te verwijderen. 

## Achtergrond
Veel van de beelden werden industrieel vervaardigd bij een bronsgieterij, omdat dit een goedkope manier was om zoveel mogelijk beelden te plaatsen. Kleine dorpjes konden op die manier al voor enkele honderden dollars een beeld aanschaffen bij onder andere het bedrijf Monumental Bronze Company. Tevens ondersteunde een actiegroep genaamd de United Daughters of the Confederacy de aanschaf van de beelden financieel. De naam van deze groep wordt veel vermeld op de plaquettes bij de beelden. Deze beelden zijn in massaproductie vervaardigd en vooral vlak na de oorlog en tijdens de jaren 60 van de 20e eeuw in de voormalige geconfedereerde Staten van Amerika geplaatst als onderdeel van de zogenaamde Lost Cause-politiek. Er is in 2015 een lijst opgesteld van 1.503 gedenktekens waaronder 718 beelden.
Beelden werden weggehaald of staan gepland voor verwijdering in Annapolis, Md., Baltimore, Brooklyn, Durham, N.C., Gainesville, Fla., New Orleans, Boston, Charlottesville, Va., Jacksonville, Fla., Lexington, Ky.